# Estação Ferroviária de Santiago de Compostela
A Estação Ferroviária de Santiago de Compostela é uma interface ferroviária mista (de linhas convencionais e de Alta Velocidade) que serve a cidade de Santiago de Compostela, capital da Galiza. Situada na Linha Zamora-Corunha, nela se produz o entroncamento desta com a Linha Redondela-Santiago de Compostela . Actualmente, é também servida por duas linhas de Alta Velocidade- a Linha de Alta Velocidade Olmedo-Zamora-Galiza, construída de raiz e que a liga ao interior da Galiza e ao centro de Espanha; e o Eixo Atlântico de Alta Velocidade, que liga a Corunha a Pontevedra e Vigo.
É a estação ferroviária com mais passageiros da Galiza.